# Беверлі Моулд
Беверлі Моулд (англ. Beverly Mould; нар. 13 березня 1962) — колишня південноафриканська тенісистка.
Найвищу одиночну позицію світового рейтингу — 46 місце досягла 24 грудня 1984 року.
Здобула 3 парні титули.
Найвищим досягненням на турнірах Великого шолома було 3 коло в одиночному та парному розрядах.

## Фінали за кар'єру

### Парний розряд (3–3)
| Результат | W/L | Дата          | Турнір                              | Покриття  | Партнерка        | Суперниця                             | Рахунок       |
| --------- | --- | ------------- | ----------------------------------- | --------- | ---------------- | ------------------------------------- | ------------- |
| Перемога  | 1–0 | Тра 1982      | Відкритий чемпіонат Німеччини       | Ґрунт     | Елізабет Гордон  | Беттіна Бюнге Клаудія Коде-Кільш      | 6–3, 6–4      |
| Поразка   | 1–1 | Чер 1983      | Edgbaston Cup 1983                  | Трава     | Елізабет Смайлі  | Біллі Джин Кінг Шерон Волш            | 2–6, 4–6      |
| Перемога  | 2–1 | 6 травня 1984 | South African Open (теніс) 1984     | Ґрунт     | Розалін Феербенк | Сенді Коллінз Андреа Леанд            | 7–5, 7–5      |
| Поразка   | 2–2 | Лют 1984      | Virginia Slims of Indianapolis 1984 | Килим (i) | Елізабет Смайлі  | Клаудія Монтейру Івонн Вермак         | 4–6, 7–6, 5–7 |
| Поразка   | 2–3 | Сер 1984      | Virginia Slims of Newport 1984      | Трава     | Лі Антонопліс    | Анна-Марія Фернандес Пінат Луї Гарпер | 5–7, 6–7      |
| Перемога  | 3–3 | Сер 1984      | U.S. Clay Court Championships 1984  | Ґрунт     | Пола Сміт        | Еліз Берджін Джоанн Расселл           | 6–2, 7–5      |